# Falu stad
Denna artikel handlar om den tidigare kommunen Falu stad. För orten se Falun, för dagens kommun, se Falu kommun.
Falu stad var en stad och kommun i Kopparbergs län.

## Administrativ historik
Den 30 oktober 1641 fick Falun stadsprivilegier av drottning Kristinas förmyndarregering, vilka bekräftades av drottningen när hon blivit myndig den 27 februari 1646.
Staden blev en egen kommun, enligt Förordning om kommunalstyrelse i stad (SFS 1862:14) från och med den 1 januari 1863, då Sveriges kommunsystem infördes.
1 januari 1954 överfördes till staden från Stora Kopparbergs landskommun ett område med 722 invånare och omfattande en areal av 5,20 kvadratkilometer, varav 4,70 land.
Staden inkorporerade 1967 Stora Kopparbergs landskommun och Vika landskommun. 1 januari 1971 ombildades staden till Falu kommun.
1 januari 2016 inrättades distriktet Falu Kristine, med samma omfattning som Falu Kristine församling hade 1999/2000, och vari detta område ingår.

### Judiciell tillhörighet
Staden hade egen jurisdiktion till 1964 då staden uppgick i Falu domsagas norra tingslag.  Staden styrdes fram till 1863 av borgmästare och ett råd, vilka kallades magistrater, vilka också utgjorde rådhusrätten, som samman med den sporadiskt existerande kämnärsrätten var stadens underrätt. På grund av stadens mångfaldiga verksamheter fanns flera specialdomstolar, däribland gruvrätt (till 1854), hallrätt och tullrätt. Stadsfiskalen var allmän åklagare.

### Kyrklig tillhörighet
Staden tillhörde (Falu) Kristine församling bildades 1665.

### Sockenkod
För registrerade fornfynd med mera så återfinns staden inom ett område definierat av sockenkod 2347 som motsvarar den omfattning staden hade kring 1950.

## Stadsvapen
Blasonering: I fält av guld en uppskjutande från kant till kant gående krenelerad mur och däröver tre bjälkvis ordnade kopparsymboler, allt i rött.
Det äldsta sigillet för staden Falun är från 1642 och innehåller bland annat ett koppartecken. På 1900-talet skapades vapnet och det fastställdes av Kungl. Maj:t 1932. Efter kommunbildningen 1971 förenklades vapenbilden något och registrerades hos PRV år 1988. 

## Geografi
Falu stad omfattade den 1 januari 1952 en areal av 12,20 km², varav 11,30 km² land.

### Tätorter i staden 1960
I Falu stad fanns del av tätorten Faluna, som hade 18 818 invånare i staden den 1 november 1960. Tätortsgraden i staden var då 100,0 procent.

## Borgmästare i Falu stad
Se även Lista över borgmästare i Falun
| Ämbetstid | Namn                      | Levnadstid |
| --------- | ------------------------- | ---------- |
| 1858–1892 | Erik Mauritz Sundell      | 1819–1896  |
| 1892–1900 | Herman Hultberg           | 1839–1902  |
| 1900–1929 | Johan Cornelius           | 1858–1937  |
| 1930–1959 | Gustaf Geete              | 1892–1970  |
| 1959–1963 | Sven Åke Fogelberg (t.f.) | 1915–1997  |

## Politik

### Mandatfördelning i valen 1919-1966
| 10 | 12 | 10 |

| 31 |

| 9 | 12 | 11 |

| 31 |

| 9 | 10 | 13 |

| 31 |

| 11 | 6 |  | 14 |

| 31 |

| 14 | 4 | 14 |

| 31 |

| 15 | 4 | 13 |

| 31 |

| 18 | 5 | 9 |

| 28 |

| 17 | 7 | 8 |

| 28 |

|  | 15 | 10 | 6 |

| 26 | 6 |

| 16 | 11 | 5 |

| 25 | 7 |

| 15 | 12 | 7 |

| 26 | 8 |

| 14 |  | 9 | 10 |

| 27 | 7 |

| 15 | 2 | 10 | 7 |

| 26 | 8 |

| 3 | 20 | 7 | 11 |  | 8 |

| 43 | 7 |